# Lukavec (okres Pelhřimov)
Lukavec (Duits: Lukawetz, soms ter onderscheiding van andere plaatsen met dezelfde naam Lukavec u Pacova genoemd) is een Tsjechische vlek (městys) in de regio Vysočina, en maakt deel uit van het district Pelhřimov. Lukavec telt 986 inwoners (2023).

## Geschiedenis
- 1352 – De eerste schriftelijke vermelding van Lukavec.
- 2006 – De gemeente Lukavec krijgt (opnieuw) de status vlek.[1]